# Cana (ville)
Pour les articles homonymes, voir Cana.
Cana, Qana ou Cana al Galil (en arabe : qānā, قـانـا) est une petite localité qui se trouve dans le Liban du Sud non loin de Tyr.
La ville a été le terrain de nombreux combats entre le Hezbollah et l'armée israélienne.
Le 18 avril 1996, au cours de l'opération Raisins de la colère, elle a été le lieu d'un drame, quand l'aviation israélienne bombarda le Sud-Liban. La population de Canaa, terrorisée, se mit à l'abri dans un camp sous contrôle de la FINUL. Cent six personnes, en majorité des femmes et des enfants périrent dans un camp de l'ONU lors de cette opération ordonnée par Shimon Peres, à l'époque Premier ministre d'Israël. Un cimetière et un monument commémorent cette tragédie.
Le 30 juillet 2006, au cours de nouveaux affrontements entre Israël et le Hezbollah, le bombardement d'un bâtiment abritant des réfugiés causa la mort d'au moins cinquante-six personnes, dont trente-sept enfants. Le 2 août, l'hôpital de Tyr annonce que le bilan de ce bombardement est de 28 morts.
Cette ville ne doit pas être confondue avec Kafr Cana, située en Galilée (région), Palestine historique. Cana et Kafr Cana sont parmi les lieux possibles de l'épisode des Noces de Cana  raconté dans l'Évangile selon Jean où Jésus transforme l'eau en vin,. 

## Relations internationales

### Jumelage
La ville de Cana est jumelée avec les villes suivantes :
- Dearborn (Michigan), États-Unis